# Paramigas macrops
Paramigas macrops är en spindelart som beskrevs av Griswold och Ledford 200. Paramigas macrops ingår i släktet Paramigas och familjen Migidae.
Artens utbredningsområde är Madagaskar. Inga underarter finns listade i Catalogue of Life.